# Cactus Hill
Cactus Hill ist eine archäologische Fundstätte in den Vereinigten Staaten. Im östlichen Virginia gelegen, befindet sich der Platz auf Sanddünen oberhalb des Nottoway River etwa 70 km südlich von Richmond. Das Gelände gehört der International Paper Corporation.
Der Platz hat verschiedene Stufen früher Besiedlung getragen. Archaisches Material liegt unter geriffelten Steinwerkzeugen, die mit der Clovis-Kultur und einer Datierung von 10.920 BP. Eine niedrigere Stufe erbringt Artefakte, die Faustkeile mit Datierungen zwischen  15.000 und 17.000 Jahren beherbergen. White-Pine-Kohle aus dem Bereich von Feuerstellen dieser Stufe hat Datierungsangaben von 15.070 Jahren BP. Weitere Befunde von Holzkohleablagerungen stammen sogar aus dem Zeitraum von vor 19.700 Jahren, können allerdings auch bei Waldbränden entstanden sein. Cactus Hill wurde 2003 vertretbarerweise als die älteste archäologische Fundstätte Nordamerikas angesehen. Seitdem wurden in den Paisley-Höhlen, Oregon, und den Bluefish-Höhlen, Yukon, Funde gemacht, die älter sind als die sicher bestätigten Datierungen in Cactus Hill.

## Belege
1. ↑  Athena Review 2,3: Recent Finds in Archaeology: Pre-Clovis occupation on Virginia's Nottoway River (Memento des Originals vom 17. Oktober 2007 im Internet Archive)  Info: Der Archivlink wurde automatisch eingesetzt und noch nicht geprüft. Bitte prüfe Original- und Archivlink gemäß Anleitung und entferne dann diesen Hinweis.
2. ↑  Feathers, James K.; Edward J. Rhodes; Sebastien Huot & Joseph M. Mcavoy (2003) Luminescence Dating of Sand Deposits Related to Late Pleistocene Human Occupation at the Cactus Hill Site, Virginia, United States; Science Direct 1 (3):166-187.